# Acide undécylénique
L'acide undécylénique est un acide gras mono-insaturé de formule brute C11H20O2 possédant des propriétés antifongiques. L'acide undécylénique est une huile incolore principalement utilisée pour la production de nylon 11 et dans le traitement des infections fongiques de la peau, mais il est également un précurseur dans la fabrication de nombreux produits pharmaceutiques, produits d'hygiène personnelle, cosmétiques et parfums. Les sels et les esters de l'acide undécylénique sont appelés undécylénate.

## Synthèse
L'acide undécylénique est préparé par pyrolyse de l'acide ricinoléique, dérivé de l'huile de ricin. Spécifiquement, l'ester méthylique de l'acide ricinoléique est craqué pour donner à la fois de l'acide undécylénique et de l'heptanal. Le processus est effectué entre 500 et 600 °C en présence de vapeur. L'ester méthylique est ensuite hydrolysé.

## Utilisation
L'acide undécylénique est converti en acide 11-aminoundécanoïque à l'échelle industrielle. Cet acide aminocarboxylique est le précurseur du nylon 11.
L'acide undécylénique est réduit en undécylène aldéhyde, qui est apprécié en parfumerie. L'acide est aussi d'abord converti en chlorure d'acide, ce qui permet une réduction sélective.
L'acide undécylénique est un ingrédient actif des médicaments pour les infections cutanées et pour soulager les démangeaisons, les brûlures et les irritations liées aux problèmes cutanés. Par exemple, il est utilisé contre les infections fongiques de la peau, telles que le pied d'athlète, la teigne, l'intertrigo inguinal (tinea cruris) ou d'autres infections généralisées à Candida albicans. Dans une revue d'essais contrôlés par placebo, l'acide undécénoïque a été jugé efficace, aux côtés des azoles prescrits (par exemple, le clotrimazole) et des allylamines (par exemple, la terbinafine). L'acide undécylénique est également un indrégient de shampooings antipelliculaires et de poudres antimicrobiennes.
En ce qui concerne le mécanisme sous-jacent à ses effets antifongiques contre Candida albicans, l’acide undécylénique inhibe la morphogenèse. Dans une étude sur les revêtements de prothèses dentaires, il a été constaté que l'acide undécylénique dans les revêtements inhibe la conversion de la levure en forme hyphale (associée à une infection active), via l'inhibition de la biosynthèse des acides gras. Le mécanisme d'action et l'efficacité des antifongiques de type acide gras dépendent du nombre d'atomes de carbone dans la chaîne, l'efficacité augmentant avec le nombre d'atomes dans la chaîne.